# Utrdba Ricasoli
Utrdba Ricasoli (malteško Forti Rikażli) je utrdba z bastijoni v Kalkari na Malti, ki jo je zgradil red svetega Janeza med letoma 1670 in 1698. Utrdba zavzema rt, znan kot Gallows' Point in severno obalo zaliva Rinella, ki nadzoruje vhod v Grand Harbour skupaj z utrdbo sv. Elma. To ni le največja utrdba na Malti, ampak tudi največja v Evropi, od leta 1998 pa je na predhodnem seznamu Unescove svetovne dediščine kot del Knights' Fortifications around the Harbours of Malta’’ (viteških utrdb okoli malteških pristanišč).
Utrdba Ricasoli je bila uporabljena med francosko invazijo na Malto leta 1798 in kasnejšim malteškim uporom, po katerem je končala v britanskih rokah. Ricasoli je bila prizorišče Frobergovega upora leta 1807, v 19. stoletju pa je bila uporabljena tudi kot vojaška bolnišnica. Ponovno je bila uporabljena v drugi svetovni vojni, ko so bili njeni deli uničeni z zračnim bombardiranjem. Po razgradnji v 1960-ih so utrdbo uporabljali v industrijske namene. Danes je utrdba večinoma nedotaknjena, vendar v dotrajanem stanju, uporablja pa se kot lokacija za snemanje filmov in čistilni objekt. Načrti za obnovo utrdbe so bili odobreni junija 2019.

## Vladavina hospitalcev

### Ozadje
Utrdba Ricasoli stoji na najbolj vzhodnem polotoku na vzhodni strani Grand Harbour. Rt je bil prvotno znan kot Rinella Point ali Punta Sottile (malteško Ponta Irqiqa). Leta 1531 sta bila dva voditelja upora sužnjev in deset drugih, ki so imeli vidno vlogo, ki so poskušali zavzeti trdnjavo St. Angelo in pobegniti z Malte, mučeni in nato obešeni na polotoku, ki je pozneje postal znan kot Gallows' Point (malteščina Ponta tal-Forka). Med velikim obleganjem Malte leta 1565 so Osmani zgradili topniško baterijo na polotoku, da bi bombardirali utrdbo St. Elmo.
Majhna polkrožna baterija, ki je bila znana kot baterija San Petronio in kasneje kot baterija Orsi, je bila zgrajena na Gallows' Pointu leta 1602. Italijanski vitez Alessandro Orsi je 18. januarja 1629 financiral gradnjo stolpa v bližini baterije. Uradno se je imenoval Torre San Petronio, vendar so ga domačini splošno poznali kot Orsijev stolp ali Torri Teftef. Ime San Petronio je bilo izbrano v času vladavine velikega mojstra de Paole, ime dell’Orso pa je postalo zelo priljubljeno po prenovi same baterije, razen gradnje stolpa. V zgodovinskih dokumentih je bila znana tudi kot Torre De Falcha (Stolp vislic). Njena zunanjost je bila ometana in pobarvana z rumenim okrom. Stolp je zasnoval Bartolomeo Ganga. Na tej točki je polotok postal znan kot Punta dell'Orso.
Stolp je bil zgrajen, da bi preprečili pobeg sužnjev z otoka. Stolp in baterija sta bila zaščitena z jarkom napolnjenim z morjem in dvižnim mostom. Stolp in baterija sta vidna v daljavi na risbi Grand Harbour iz leta 1664 Willema Schellinksa. Stala sta, dokler jih niso uničili valovi v neurju 8. februarja 1821, danes pa je ostal le v skalo izklesan jarek baterije.
Leta 1644 je Giovanni de ’Medici predlagal, da se trdnjava sv. Angela v Birguju opusti in da se na Orsi Point zgradi nova utrdba. Nova utrdba bi se imenovala tudi utrdba sv. Angela in bi bila opremljena s garnizono stare utrdbe. Narisal je načrte za predlagano utrdbo, ki pa niso bili nikoli uresničeni.

### Gradnja in prilagoditev
Leta 1669 se je po padcu Kandije (Kreta) povečal strah pred osmanskim napadom, naslednje leto pa je veliki mojster Nicolas Cotoner povabil Antonia Maurizia Valpergo, vojaškega inženirja Savojcev, da bi izboljšal malteške utrdbe. Valperga je zasnoval novo utrdbo, ki naj bi bila zgrajena na rtu, in kljub nekaterim kritikam znotraj reda je bila odločitev na koncu potrjena. Firenški vitez fra Giovanni Francesco Ricasoli je za gradnjo utrdbe podaril 20.000 skudijev, in so jo poimenovali v njegovo čast. 
Prvi kamen je bil položen 15. junija 1670, začetne faze gradnje pa je nadzoroval sam Valperga. Junija 1674 je utrdba dobila okrnjeno posadko, čeprav je bila še nepopolna. Leta 1681 je flamski inženir Carlos de Grunenbergh predlagal nekaj sprememb zasnove utrdbe, tudi ta priporočila so bila izvedena. Vojašnice, kapela in drugi objekti v utrdbi so bili zgrajeni v 1680-ih in 1690-ih letih, utrdba pa je bila uradno razglašena za dokončano in oborožena maja 1698.
Leta 1714 so francoski inženirji Jacop de Puigirand de Tigné, Charles François de Mondion in Philippe Vendome kritizirali majhnost bastijonov utrdbe, ki so se jim zdeli neučinkoviti. De Tigné je predlagal številne spremembe, vključno s popravilom obstoječih parapetov in strelnih lin ter izgradnjo utrdbe v utrdbi. Vendôme je predlagal gradnjo kanala, ki bi utrdbo ločil od kopnega. Leta 1722 so bila izvedena popravila, ki jih je predlagal de Tigné, čeprav zapora in kanal zaradi pomanjkanja sredstev nikoli nista bila zgrajena. Do sredine 18. stoletja je bila utrdba v slabem stanju, leta 1761 pa so bila opravljena nekaj vzdrževalnih del.
Leta 1785 je bila utrdba Ricasoli oborožena z osemdesetimi topovi, vključno z enainštiridesetimi 24-funtnimi, s čimer je postala najbolj oborožena utrdba na Malti. Deli zaščite proti morju so bili obnovljeni pod vodstvom Antoinea Étienna de Tousarda v 1790-ih.
Utrdba je bila pred gradnjo popravnega doma Corradino uporabljena tudi kot zapor.

## Fracoska zasedba
Utrdba Ricasoli je bila uporabljena med francosko invazijo na Malto junija 1798, med francoskimi revolucionarnimi vojnami. Takrat ji je poveljeval Bali de Tillet, v sestavi pa so bili garnizoni Cacciatori, ki so bili prostovoljni lovski lahki pehotni polk. Utrdba je odbila tri francoske napade, preden se je predala, potem ko je veliki mojster Hompesch uradno kapituliral pred Napoleonom.
V kasnejši malteški vstaji in blokadi je utrdba ostala v francoskih rokah. Nenehno je streljala na uporniško baterijo San Rocco, ki je bila približno 700 m stran.

## Britanska vladavina
Utrdba je bila v britanskem obdobju še naprej aktivna vojaška zgradba. Bila je prizorišče upora leta 1807, ko so se albanski vojaki Frobergovega polka uprli in se zaprli v utrdbo Ricasoli. Kljub poskusom pogajanj so nazadnje razstrelili glavno skladišče smodnika in pri tem utrdbi povzročili veliko škodo. Upor so zatrle zveste čete, nekatere upornike pa je vojno sodišče obsodilo na smrt. Poškodovani deli utrdbe so bili popravljeni, vendar niso bili obnovljeni v prvotni zasnovi. Leta 1829 je bilo zgrajeno novo skladišče, ki je nadomestilo uničeno v uporu.
Utrdba je bila uporabljena tudi kot začasna pomorska bolnišnica v poznih 1820-ih in zgodnjih 1830-ih, preden je bila odprta bolnišnica Bighi. Med epidemijo kolere leta 1837 so bolnike, ki so zboleli za to boleznijo v Ospiziu v Floriani, premestili v Ricasoli. Večina jih je umrla v nekaj dneh, pokopali pa so jih na bližnjem pokopališču Wied Għammieq. Leta 1865 je v Ricasoliju izbruhnila še ena epidemija kolere.
Leta 1844 je utrdbo zasedlo 500 mož. Leta 1848 je sir John Fox Burgoyne pregledal utrdbe na Malti in menil, da je Ricasoli "nepremagljiva". V 1850-ih so v utrdbo uvedli topništvo višjega kalibra, v naslednjih desetletjih pa so orožje večkrat zamenjali. Do leta 1878 je bila zaščita obrnjena proti morju popolnoma prenovljena, v 1900-ih pa so  namestili nova orožja, reflektorje in torpedno postajo. V 1930-ih so na bastijonih št. 2, št. 3 in št. 4 zgradili betonske protipožarne stolpe, namestili pa so še dodatne reflektorje.
Fort Ricasoli je bila aktivna pri obrambi Malte med drugo svetovno vojno, 26. julija 1941 pa je njeno orožje pomagalo odbiti italijanski napad na Grand Harbour. Aprila 1942 so bila vrata in guvernerjev dom uničena med nemškim zračnim bombardiranjem. Po vojni je bila utrdba med letoma 1947 in 1958 oddana HMS Ricasoli in je bila uporabljena kot pomorska vojašnica. Leta 1958 so bila vrata obnovljena, čeprav je bila zasnova nekoliko drugačna od izvirnika. Guvernerjev dom ni bil nikoli rekonstruiran, predvsem zaradi finančnih razlogov. Leta 1949 je bil zaradi slabega vremena poškodovan svetilnik ob utrdbi. Leta 1964 je Admiraliteta prenesla nadzor nad utrdbo na vlado Malte.

## Nedavna zgodovina

### Industrijska raba
Potem ko je bila utrdba predana malteški vladi, je bila sprva zapuščena, kasneje pa je postala skladišče za surovine, ki so prispele na Malto. Leta 1976 je bil del jarka v bližini levega revelina zasut in prodrt pol bastijon sv. Dominika, da bi naredili prostor za novo cesto.
Leta 1964 je jarek utrdbe postal čistilna postaja za Malte Drydocks. Skladišče, ki je znano kot Ricasoli Tank Cleaning Facilities, obdela tekoče odpadke z ladij, ki prispejo v Grand Harbor in odstrani nafto in druge kemikalije, preden jih izpusti v morje. Objekt je bil privatiziran leta 2012, in je trenutno v upravljanju Waste Oils Co. Ltd.
Območje okoli utrdbe je sčasoma postalo industrijski park, ki je bil po utrdbi znan kot Ricasoli Industrial Estate. Industrijska posest je bila porušena leta 2007, da bi naredila prostor za SmartCity Malta.

### Lokacija snemanja filmov
Večina utrdbe je oddana v najem Malteški filmski komisiji in je bila v veliki meri uporabljena kot lokacija za različne filme in nadaljevanke. V zadnjih letih so znotraj njenih zidov zgradili ogromne scenografije za filme Gladiator (2000), Troja (2004) in Agora (2009). V teh filmih je utrdba nastopila kot Rim, Troja in Aleksandrija. Utrdba je bila uporabljena tudi pri snemanju filmov Assassin's Creed (2016) in Entebbe (2018).
V utrdbi Ricasoli sta bili delno posneti tudi televizijski miniseriji Julius Caesar (2002) in Helen of Troy (2003). Za Julija Cezarja je bila zgrajena scena, imenovana Rimska cesta, ki je bila ohranjena in uporabljena za druge filme.
Prva sezona HBO-jeve priredbe Igra prestolov Georgea R. R. Martina je uporabila različne dele utrdbe za predstavljanje Rdečega stolpa.

### Stanje danes
Danes je utrdba Ricasoli večinoma nedotaknjena, čeprav je v dotrajanem stanju. Rt, na katerem je zgrajena, je nagnjen k obalni eroziji, nekateri zidovi med bastijoni št. 3 in št. 4 so se že zrušili v morje. Leta 2004 je Restavratorska enota Ministrstva za vire in infrastrukturo odstranila, obnovila in ponovno pritrdila del obzidja, vendar ni bilo storjeno nič za obnovitev celotne utrdbe.
Maja 2015 so Demokratična alternativa in nekatere nevladne organizacije predlagale, da bi se kampus predlagane ameriške univerze na Malti razdelil med Fort Ricasoli ter bližnji trdnjavi Saint Rocco in Fort San Salvatore. Ta predlog ni bil uresničen, saj naj bi kampus razdelili med dok št. 1 v Cospicui in Żonqor Point v Marsaskali.
Do leta 2018 so nevladne organizacije za zaščito dediščine večkrat pozvale k obnovitvi utrdbe. Nekatera dela, ki naj bi pritegnila več filmske produkcije, so se začela v začetku leta 2019, načrti za obsežna obnovitvena dela (prvotno predloženi organu za načrtovanje leta 2013) pa so bili potrjeni junija 2019. To potezo so pozdravile nevladne organizacije.

## Položaj
Fort Ricasoli ima nepravilen tloris, ki sledi obali polotoka, na katerem je zgrajena. Utrdba je sestavljena iz bastijoniranega kopenskega pročelja in njegovega zunanjega dela, obzidja, obrnjenega proti morju, in tenalije, ki gleda na zaliv Rinella v Grand Harbour.

### Stran proti kopnu
Kopensko pročelje sestavljajo naslednji bastijoni in pol bastijoni, ki so med seboj povezani kurtinami:
- Pol bastijon sv. Dominika, znan tudi kot levi pol bastijon ali bastijon št. 5 – na severnem koncu kopenske strani. Poškodovan je bil med Frobergovim uporom leta 1807, ko je bilo njegovo skladišče razstreljeno.
- Bastijon sv. Frančiška, znan tudi kot Central Bastion ali Bastion št. 6 – peterokotni bastijon v središču kopenskega dela. Vsebuje prečnico in pokrito zavetje.
- Pol bastijon sv. Janeza, znan tudi kot desni pol bastijon ali Bastion št. 7 – pol bastion na južnem koncu kopenske strani.

Na kopnem sprednjem delu so kazemate, ki so bile uporabljene kot vojašnice. 
Kopenska fronta je dodatno zaščitena z naslednjimi zunanjimi deli:
- faussebraye v obliki krone, ki obdaja celotno kopensko fronto.
- Kontra zaščita sv. Dominika – kazamatizirana kontra zaščita blizu levega konca kopenske fronte. Zaradi delovanja morske vode je bila močno poškodovana, polovica konstrukcije se je porušila.
- dva trikotna revelina med bastijonom sv. Frančiška in enega od pol bastijonov. Levi revelin vsebuje 6-palčni zaklepni nakladalnik za top.
- dva kaponirja, ki vodita s kopenske strani do vsakega od revelinov. Britanci so naredili obsežne spremembe njihovih struktur.

Obzidje je obdano z jarkom, pokrito potjo in glasijo.

### Zaščita proti morju
Zaščita, ki gleda na odprto morje, je sestavljena iz naslednjih bastijonov in zidov:
- Bastijon št. 1 – pol bastijon, povezan s tenalijo, ki tvori Point Battery. Prvotno je vseboval échaugette, vogalni stolpič, vendar so ga odstranili, da bi naredili prostor za usmerjevalno postajo za Brennan Torpedo System. Na sprednji strani bastijona je ogrodje za 12,5-palčni 38-tonski top RML.
- Kurtina št. 1 – kurtina med bastijonom št. 1 in št. 2, ki vsebuje kazematsko baterijo in vgradnjo reflektorja.
- Bastijon št. 2 – asimetričen bastijon, ki vsebuje strelne line in različne britanska topovske naprave, nabojnike in stolp za nadzor streljanja.
- Kurtina št. 2 – kurtina med bastijoni št. 2 in št. 3, ki vsebuje strelne line, prostor, kjer je bilo shranjeno strelivo za takojšnjo uporabo in prostor za reflektorje.
- Bastijon št. 3 – bastijon s ploskim licem, ki vsebuje strelne line in različna britanska orožja, skladišče in stolp za nadzor.
- Kurtina v bližini bastijona št. 4, ki vsebuje strelne line, skladišča in pristanišče. Del kurtine se je zrušil v morje.
- Bastijon št. 4 – majhen bastijon, ki vsebuje orožarno, skladišče, zaklonišča za strelno posadko in stolp za nadzor.
- Kurtina št. 5 – kurtina med bastijonom št. 4 in pol bastijonom sv. Dominika na kopenski fronti, ki vsebuje orožje, skladišče in zaklonišča za strelno posadko.

Od bastijona št. 1 do št. 3 se razteza plitek jarek, vklesan v skalo. 

### Pristaniška tenalija
Območje vzdolž zaliva Rinella je sestavljeno iz tenalije (zunanji del obrambnega sistema v obliki črke "V", običajno pred kurtino) z visokimi stenami. Glavna vrata utrdbe so znotraj območja. Znotraj utrdbe, blizu glavnih vrat, je bil Guvernerjev dom (zdaj porušen) in kapela sv. Nikolaja. Napis na vratih spominja na inavguracijo utrdbe leta 1698 in hvali velikega mojstra Perellosa.
V skalo izklesan jarek Orsi Battery je še vedno viden na severnem koncu tenalije, na vrhu polotoka.
Britanci so v poznem 19. stoletju blizu zgradili Brennan Torpedo Station.